# La Grande Marnière
La Grande Marnière est un roman de Georges Ohnet paru chez Paul Ollendorff en 1885 dans la série Les Batailles de la vie.
Un jeune homme, Pascal Caravajan, de retour chez lui après une longue absence, croise une amazone à qui il demande sa route. Il en tombe amoureux, hélas ! elle est la fille du pire ennemi de M. Caravajan…

## Adaptations cinématographiques
Le roman de Georges Ohnet a été porté à l'écran une première fois au temps du muet par Henri Pouctal en 1912 et une seconde fois 30 ans plus tard par Jean de Marguenat en 1942 : La Grande Marnière.